# Ivan Chryselios
Ivan Chryselios (grč. Ἰωάννης Χρυσήλιος) bio je lord (gospodar) Drača u 10. stoljeću te tast cara Samuila Bugarskog (vladao 997. – 1014.).
Čini se da je Ivan, koji je bio proteuon Drača, bio bugarskog podrijetla. Prema drugom mišljenju, on nije bio bugarskog podrijetla te postoji teorija prema kojoj je bio armenskog podrijetla. Bugarski car Samuilo je oženio Ivanovu kćer Agatu, koja je bila zarobljena u Larisi. Samuilo je svog zeta Ašota Taronitesa — koji je oženio Samuilovu kćer, Miroslavu Bugarsku — učinio guvernerom Drača 997. Međutim, oko 1005. god., Ašot i Miroslava, koje je Ivan podupirao, otišli su u Carigrad s Ivanovim pismom u kojem je pisalo da on predaje grad bizantskom caru Baziliju II. (vladao 976. – 1025.). Uskoro je grad ponovno bio pod bizantskom vlašću.